# Cephalaria squamiflora

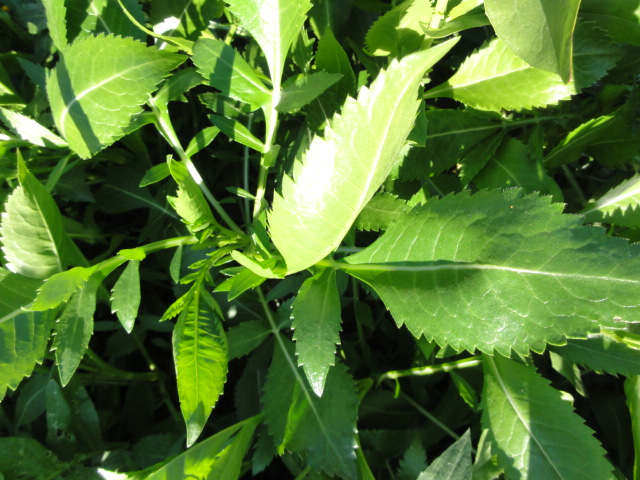
Detall de les fulles.

Cephalaria squamiflora és una espècie europea de planta amb flors del gènere Cephalaria, dins la família de les caprifoliàcies que es distribueix per l'est de la Mediterrània (Grècia i les illes de la mar Egea), Sardenya i les Balears.
És una planta herbàcia que es troba sobre sòls calcaris a les fissures de les roques, entre els 150 i els 1.400 m d'altitud.

## Taxonomia

### Subespècies
Dins d'aquesta espècie es reconeixen les següents subespècies:
- Cephalaria squamiflora subsp. balearica (Coss. ex Willk.) Greuter - Nativa de les illes Balears,[3] rep el nom comú de cefalària baleàrica o, alternativament, escabiosa mallorquina.[4]
- Cephalaria squamiflora subsp. bigazzii (Bacch., Brullo & Giusso) Domina - Nativa de Sardenya[5]
- Cephalaria squamiflora subsp. mediterranea (Viv.) Pignatti - nativa de Sardenya i possiblement també de Còrcega[6]
- Cephalaria squamiflora subsp. squamiflora - nativa de Grècia i de les illes de la mar Egea[7]

### Sinònims
El següent nom científic és un sinònim homotípic de Cephalaria squamiflora:
- Scabiosa squamiflora Sieber